# Kōji Nakano
Pour les articles homonymes, voir Nakano (homonymie).
Kōji Nakano (中野 孝次, Nakano Kōji, 1er janvier 1925 – 16 juillet 2004) est un romancier, traducteur de littérature allemande et critique littéraire japonais de l'ère Shōwa.

## Biographie
Fils de charpentier, Nakano naît à Ichikawa dans la préfecture de Chiba. Il est diplômé en 1950 du département de littérature allemand de l'université de Tokyo en 1950. De 1952 à 1981, il est professeur à l'université Kokugakuin.
Nakano est réputé pour ses traductions d’œuvres de Franz Kafka et Hans Erich Nossack en japonais.
Il publie en 1976 un recueil d'essais, Buryugeru e no tabi (« voyage à Bruegel »), qu'il poursuit par une série de titres autobiographiques : Mugi Uru hi ni (« Lorsque le blé mûrissant », 1978), Nigai Natsu (« Été amer », 1979) et Kisetsu no owari (« la fin de la saison », 1980). Il est lauréat de nombreux prix littéraires au cours de sa carrière, dont le prix de l'Académie japonaise des arts en 2004.